# Basílica de la Asunción de Nuestra Señora (Lequeitio)
La basílica de la Asunción de Nuestra Señora es un templo parroquial católico ubicado en la localidad vizcaína de Lequeitio (País Vasco, España). Posee el título de sacrosancta parochialis basilica leqveitiensis. Fue construida en la segunda mitad del siglo XV en estilo gótico tardío vasco, reemplazando un edificio más antiguo. A la iglesia medieval se le añadieron elementos importantes, como la torre y la girola, en siglos posteriores. El templo siempre ha llamado la atención por su magnífica fábrica gótica, la escultura de su fachada occidental y la riqueza de su mobiliario, del que sobresale el grandioso retablo Mayor de estilo gótico. Su ubicación, marcando un extremo del casco urbano, constituye otro de los valores destacables de la basílica. El protagonismo que esta adquiere en el paisaje de la villa lo confieren su tamaño y su situación en el centro del arco que describe la bahía, como enorme navío anclado en la misma orilla del Golfo de Vizcaya.

## Ubicación geográfica
La Basílica se sitúa en la villa costera vizcaína de Lequeitio, frente a la Isla de Garraitz, en la comarca de Lea Artibai, limitando al oeste con Ispáster y al este con Mendeja. La población está regada por el río Lea, muy próximo al Urdaibai, y dista 22 km de la histórica villa de Guernica y 54 km de la capital provincial, Bilbao.

## Historia

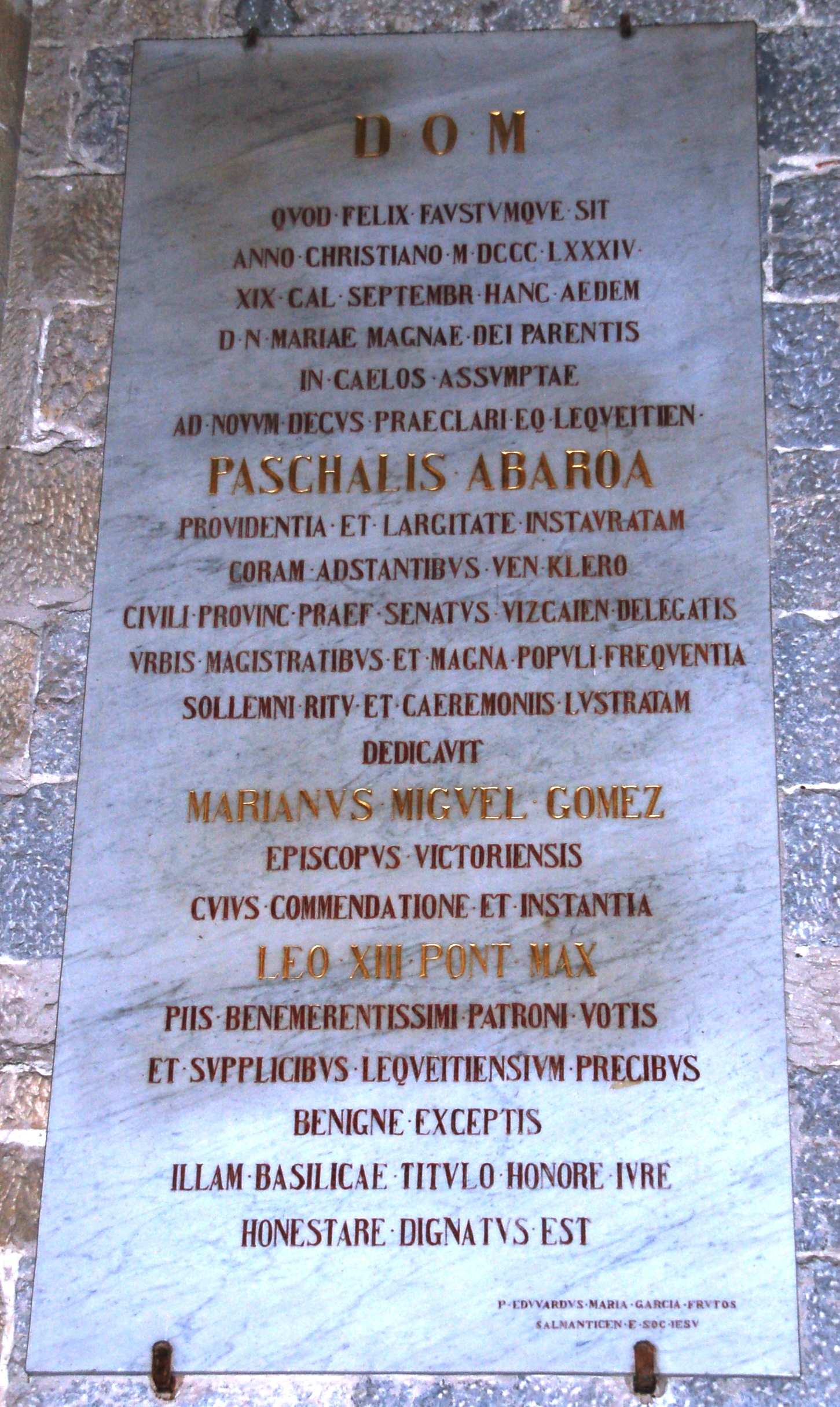
Placa memorial de la consagración de la basílica en 1884

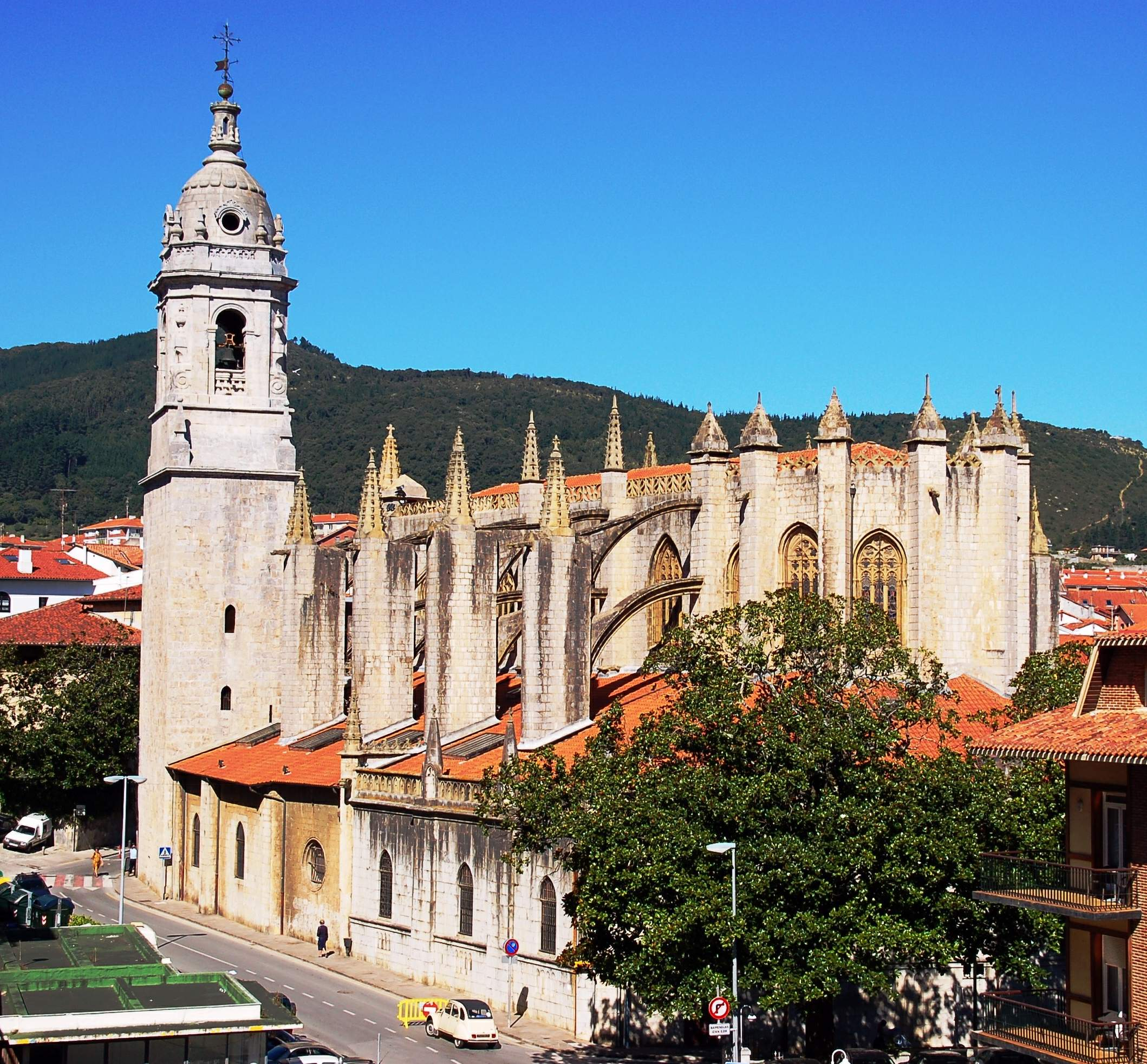
Otra vista de la basílica

El actual templo de Santa María de Lequeitio sustituyó a otro anterior, posiblemente románico, consagrado en 1287. En la carta fundacional de la villa, otorgada por María Díaz de Haro, Señora de Vizcaya, en 1325, se hace mención de este primitivo templo, "la iglesia de Santa María", como concesión señorial a los habitantes de la "nueva" puebla a cambio de dos monasterios. Hay constancia documental de que hacia 1374 estaba construyéndose una nueva iglesia, que acaso entronque estructuralmente con la actual. En cualquier caso, se sabe que la fábrica definitiva fue armándose a lo largo del siglo XV y que entre 1485 y 1487 ya era apta para el servicio religioso, considerándose prácticamente terminada.
La siguiente gran intervención tuvo lugar en el siglo XVIII, en 1734, cuando se levantó la torre-campanario en estilo barroco. Por último, entre 1881 y 1884 se acometió una reforma integral, costeada por Pascual Abaroa, que dio a la iglesia su aspecto definitivo. A estos años se remontan la girola, incorporada por el arquitecto Casto de Zavala, la sacristía y el pórtico adosado al lado norte, de cara al mar. Las adiciones se realizaron en un estilo neogótico acorde con el viejo aparejo gótico, dando como resultado un conjunto armonioso. El mismo año de la terminación de las obras, 1884, el Papa León XIII elevó a la iglesia de Lequeitio al rango de basílica menor, la segunda del País Vasco tras la de Santiago (luego Catedral) de Bilbao, que ostentaba el título desde 1819.
En 1931 la basílica de la Asunción de Nuestra Señora fue declarada Bien de Interés Cultural con la categoría de Monumento Histórico-Artístico de interés nacional. Desde 1998 es también Bien Cultural del País Vasco en tanto que parte del Conjunto Monumental de Lequeitio.
En los siglos que han transcurrido desde su erección, el tiempo, más que la directa mano del hombre, ha sido el mayor enemigo de la basílica. Le afectan tanto, en especial en su piedra arenisca, el azote de los vientos del norte como el clima lluvioso, amén de la contaminación moderna que obscurece la piedra caliza. Todo esto pone en peligro las iglesias antiguas y las obras de arte que custodian.

### Documentación
La fábrica de Santa María de Lequeitio es rica documentalmente sobre la base de sus propios libros. El espíritu que se recoge en dichos libros es un gran empeño en mantener la dignidad del templo. Quizá el texto del autor anónimo de la Descripción Sumaria, de 1740, sea testimonial de lo que los lequeitianos pensaban de su templo parroquial: «la fábrica o constructora de dicha iglesia es la mejor para tan antigua, que hay en las provincias de Guipúzcoa, Álava y Señorío de Vizcaya y se asegura que aún en toda España habrá muy pocas parroquiales que la exceda, así dijo el Sr. Don Pedro de Lepe obispo de este Obispado...».

## La fábrica exterior

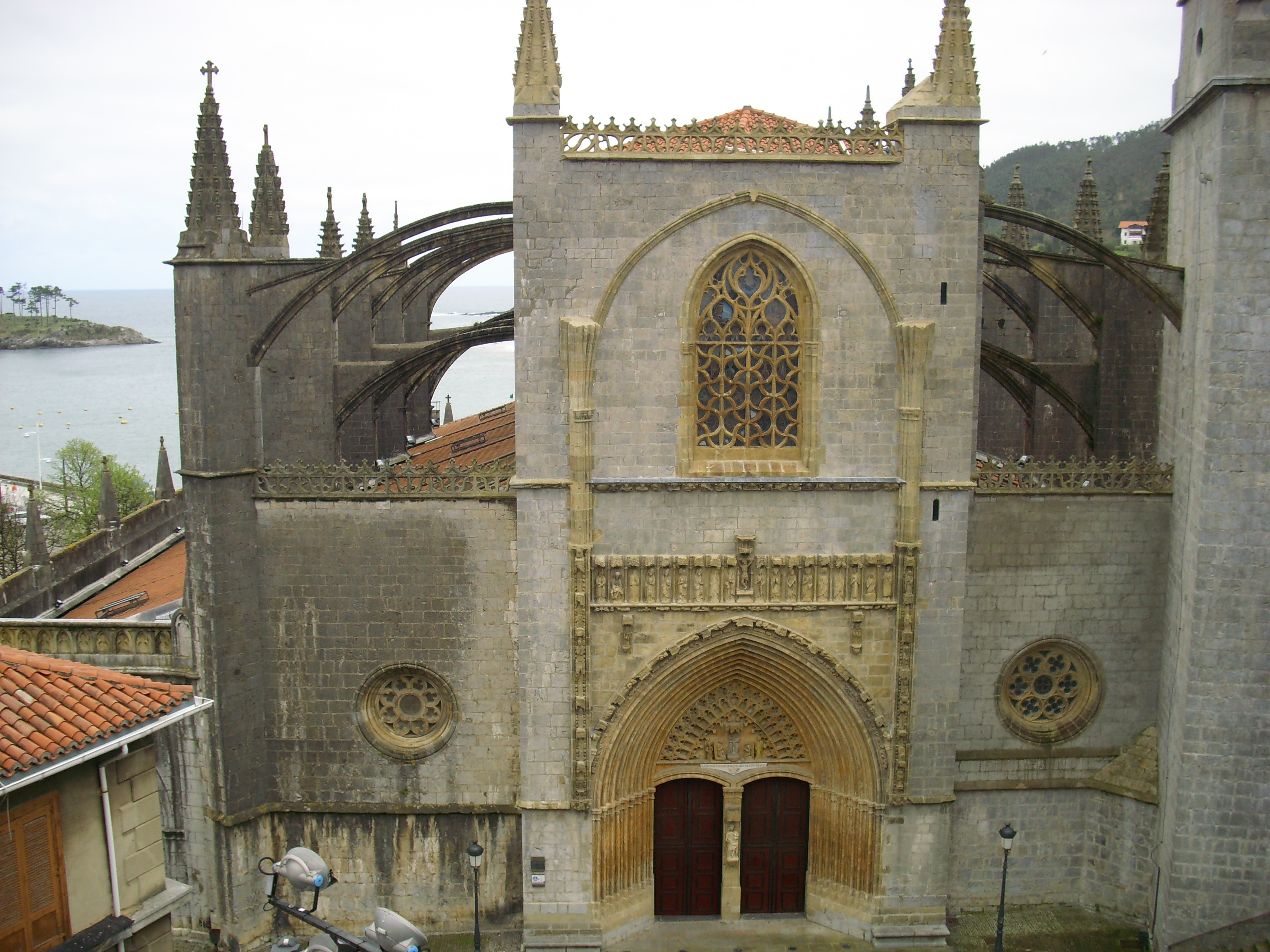
Aspecto de la portada occidental

### La portada principal
Por su monumentalidad, la portada principal del templo, orientada a occidente, es el frontispicio más importante del gótico vizcaíno. Se ordena en dos niveles. El inferior acoge el ingreso y está determinado por un arco apuntado abocinado y con derrame en jambas, con tímpano y parteluz. El conjunto aparece flanqueado por dos pilares y un dintel-alfiz a modo de friso, por encima. El registro superior viene determinado fundamentalmente por un gran vano ojival de complicada tracería gótica flamígera. Una rica iconografía religiosa, moralizante y simbólica se distribuye en friso, pilastras e impostas.

### La torre
Se eleva a los pies del edificio, por el lado de la Epístola, algo girada con respecto del eje del templo. De planta cuadrangular y 50 metros de altura, se accede a ella por escalera helicoidal interna. Su macizo fuste corresponde a la etapa gótica, donde aún se aprecia la huella de la muralla medieval, que estuvo adosada a ella sobre unas de las cinco puertas de la villa. El campanario actual, formado por un cuerpo octogonal como caja de campanas cubierto con cúpula con óculos y decoración de escamas radiales, no es el original. Aquel era una aguja, según dicen los documentos de cuentas de antes de 1533, mientras que este, de estilo neoclásico, dataría de 1856.

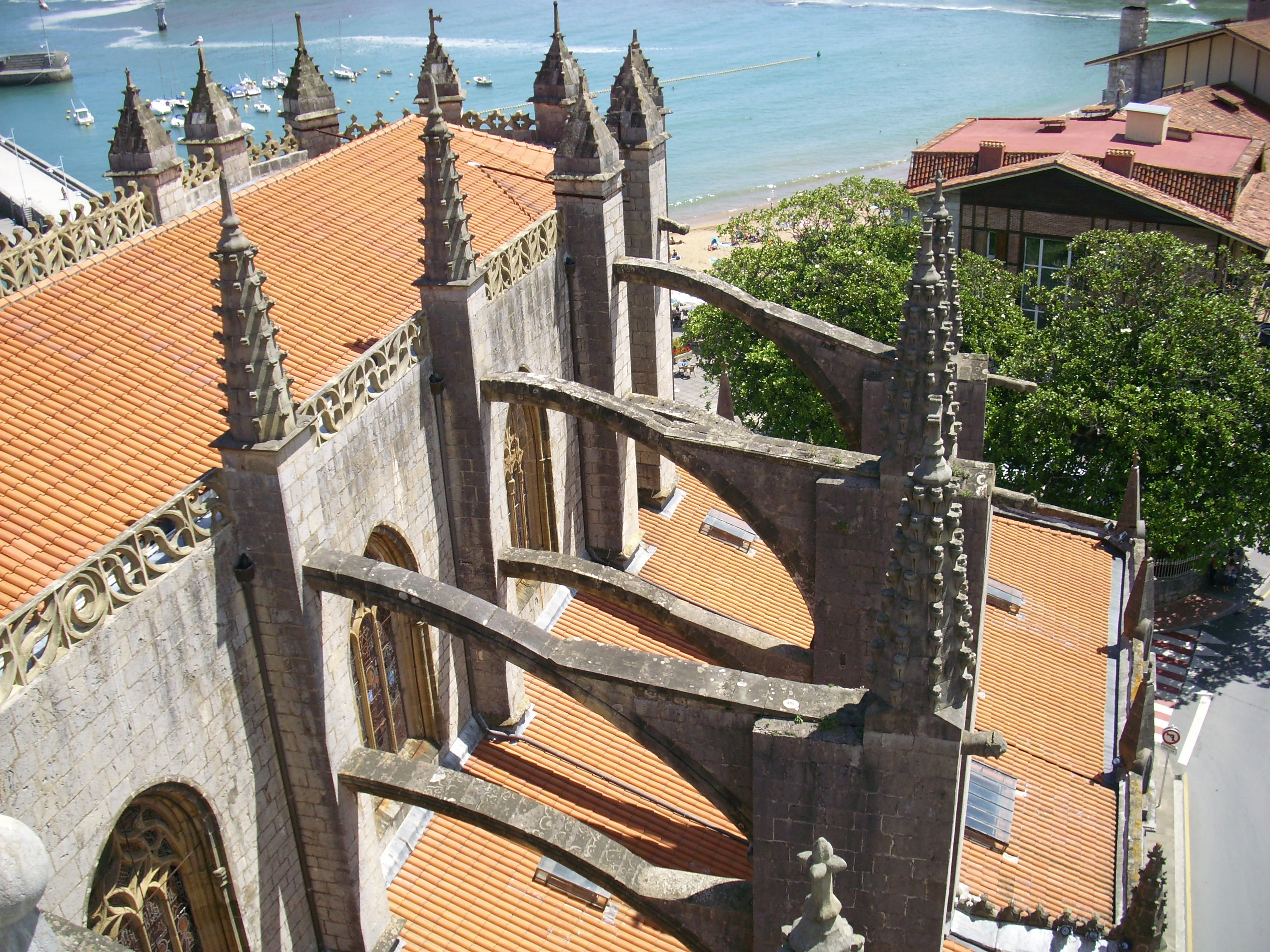
Aspecto del juego de arbotantes, pináculos y cresterías

### El pórtico
Adosado a la nave del Evangelio o norte, se trata de una obra neogótica realizada entre 1881-1883. Consta de cinco tramos cubiertos por bóvedas de crucería y se abre a la plaza mediante otros tantos arcos apuntalados.

### Arbotantes, pináculos y crestería
Los arbotantes y los contrafuertes externos o botareles en los que aquellos descansan son elementos arquitectónicos que conforman la imagen externa de la iglesia de Lequeitio. Los arcos arbotantes constituyen una airosa batería de doble trazado excepto en el tramo anterior, donde son simples; transmiten los empujes de la nave central desde los contrafuertes a los pilares externos. Todos ellos se presentan rematados por pináculos piramidales decorados con simples ganchos, calaveras o amplia decoración faunística. Los contrafuertes adosados al ábside están rematados por pináculos también, pero menos estilizados y de menor volumen. La cornisa de la nave central aparece coronada por una crestería uniforme en el lado de la Epístola, más arcaica en la cabecera, con rombos en los que se vacían tretalóbulos. Los motivos de las cresterías que corren a lo largo del lado del Evangelio y en la fachada principal son, por su dinamismo, propios del gótico final, consistiendo en arquillos trilobulados.

## Arquitectura interior y mobiliario

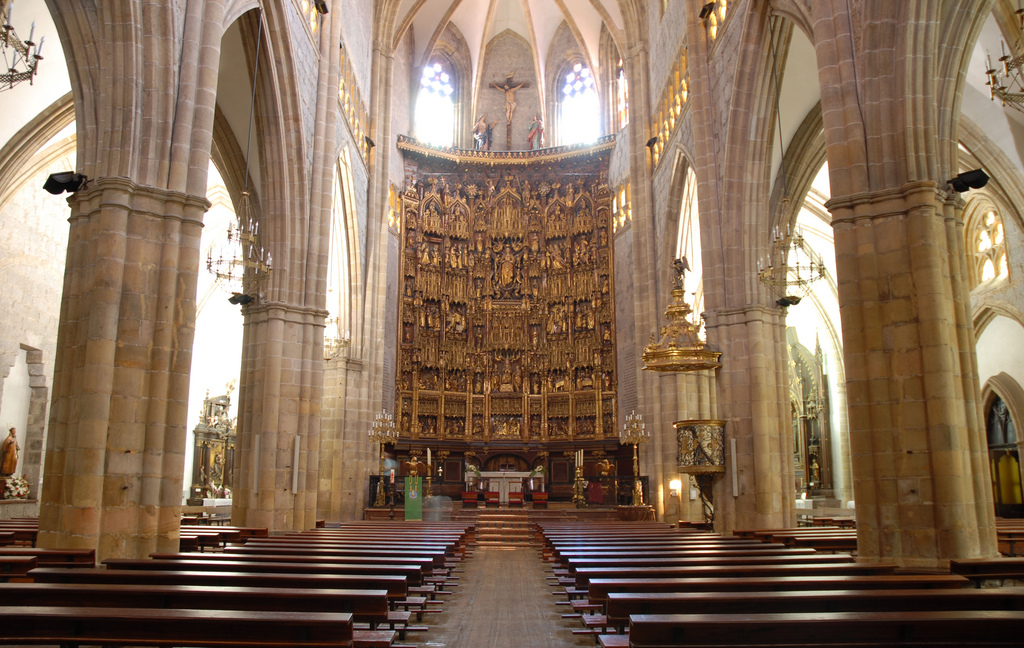
Aspecto de la nave central y la cabecera

### Planta, alzado y cubiertas
El espacio interior queda determinado por tres naves de cuatro tramos sin crucero, dando como resultado doce tramos de nave sin contar la cabecera. Los elementos separadores de las naves y tramos son pilares de núcleo redondo con semicolumnas adosadas. Este alzado se conecta con arcos ojivales que apean sobre capiteles fajados o corridos a modo de collarino, carentes de toda ornamentación. La nave central mide 23,33 metros de longitud y 10,3 metros de anchura, siendo su altura máxima de 27,5 metros.
Las cubiertas consisten en bóvedas de crucería de estructura diversa. La bóveda de la Capilla Mayor en la cabecera es radial de ocho nervios, más la sección del nervio espinazo que se prolonga longitudinalmente a los dos últimos tramos de la nave, nervios que apean en delgadas columnillas. La clave de esta bóveda está historiada con la escena de la Anunciación. Curiosamente, las bóvedas ganan complejidad a medida que se alejan de la cabecera, cuando lo habitual es que suceda lo contrario. Así, el tramo cuarto, contiguo a la Capilla Mayor, emplea crucería sexpartita, de tipo aquitano; el tramo tercero presenta terceletes conectados con combados rectos, dando lugar a un octógono en torno a la clave central decorada con una flor de lis; la bóveda del segundo tramo emplea ya doble juego de terceletes en cada cuadrante, siendo el resultado una estrella de seis puntas con 11 claves; y en el primer tramo la bóveda estrellada se complica aún más con la incorporación de nervios y claves intermedios, generando una estrella de nueve puntas con 28 claves. El abovedamiento de las naves laterales es de crucería simple, de nervios diagonales.

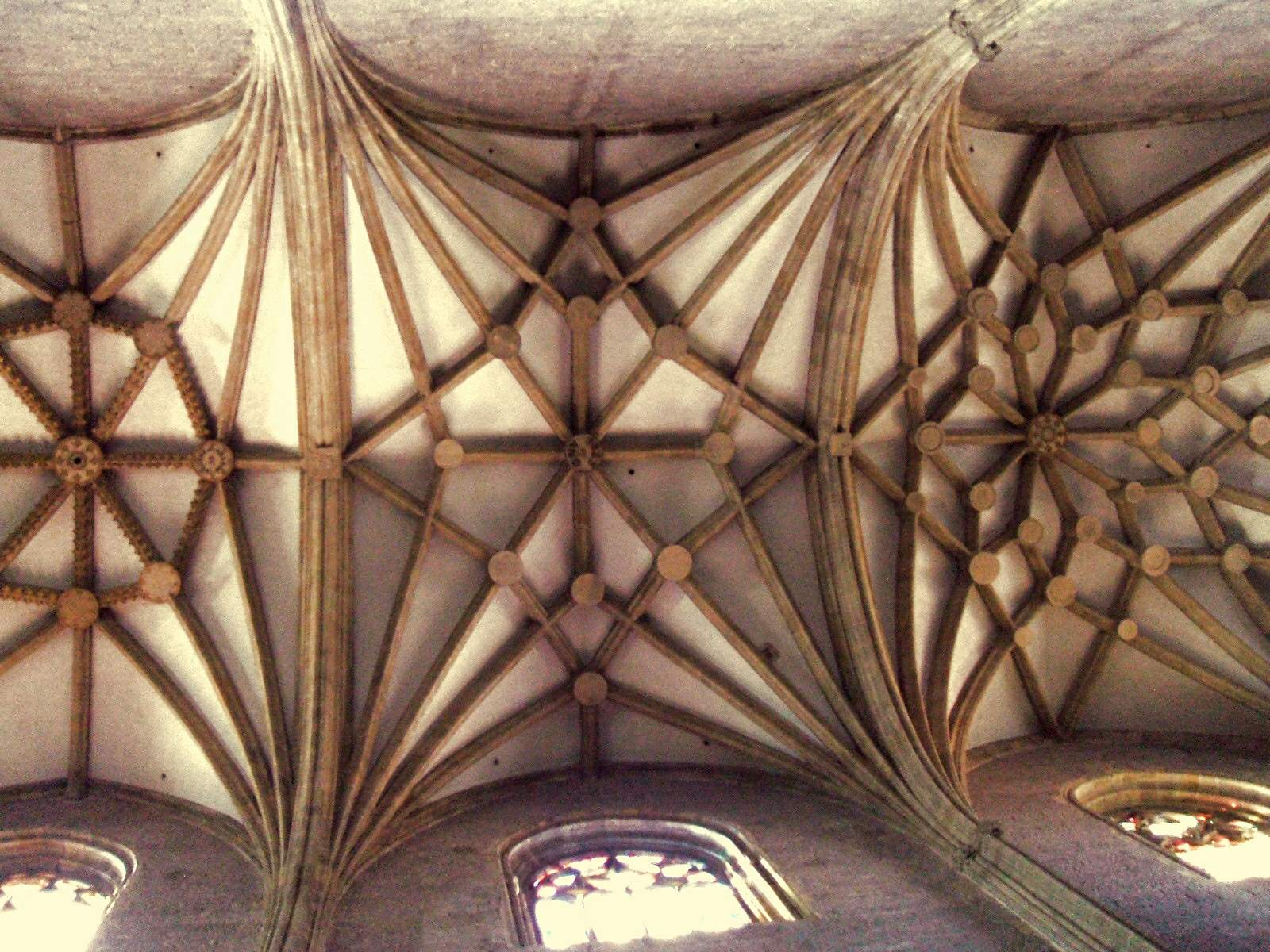
Bóvedas de la nave mayor

El alzado, con un escalonamiento muy acusado, hay que seccionarlo en tres registros: el nivel de las arcadas que unen los pilares, la faja del triforio y el área donde se abren las ventanas o vitrales.

#### El triforio
Recorre el perímetro del templo como una galería de diseño uniforme, en series de tres, ocho y nueve vanos labrados en trilóbulos sobre antepechos de claraboya cuadrilobulada. Todo él se halla enmarcado por molduras. Se trata de un diseño arcaizante característico del siglo XIV, muy empleado, con pequeñas variaciones, en el gótico vasco. En la sección de triforio sobre el coro, en los pies, aparecen figuras en los capiteles.

#### Los vitrales
Los vanos se abren en los muros del este, el sur y el oeste para la iluminación del templo, mientras que el paramento norte, el orientado al mar, es ciego. Son ocho en total los grandes ventanales apuntados, que presentan en su parte superior hermosos calados de piedra sostenidos por columnillas y cubiertas de vidrieras policromadas. Tres vanos apuntados con su tracería trigeminada a base de círculos cuadrifoliados se abren en el ábside. En el lado oeste o portada principal se abren dos óculos o rosetones en el muro de los pies de las naves laterales, además de la claraboya principal que pertenece al calado flamígero o de llama de fuego de ripios y rosetones. El juego de vanos se completa con los seis ventanales exteriores de las tres capillas y la sacristía del lado de la Epístola, así como los cuatro internos descubiertos en 1979 sobre los arcos apuntados que dan a las bóvedas de dichas capillas más los dos de la zona del sagrario en la girola, sin olvidar el pequeño ventanal situado en la parte posterior del ábside, sobre el mausoleo de Pascual Abaroa, sin vitral actualmente y que en su día sería también exterior.

#### La girola
Rodeando la capilla Mayor y de menor altura, este espacio deambulatorio se secciona en siete tramos cubiertos con bóvedas de cuatro o cinco radios.

### Retablo Mayor

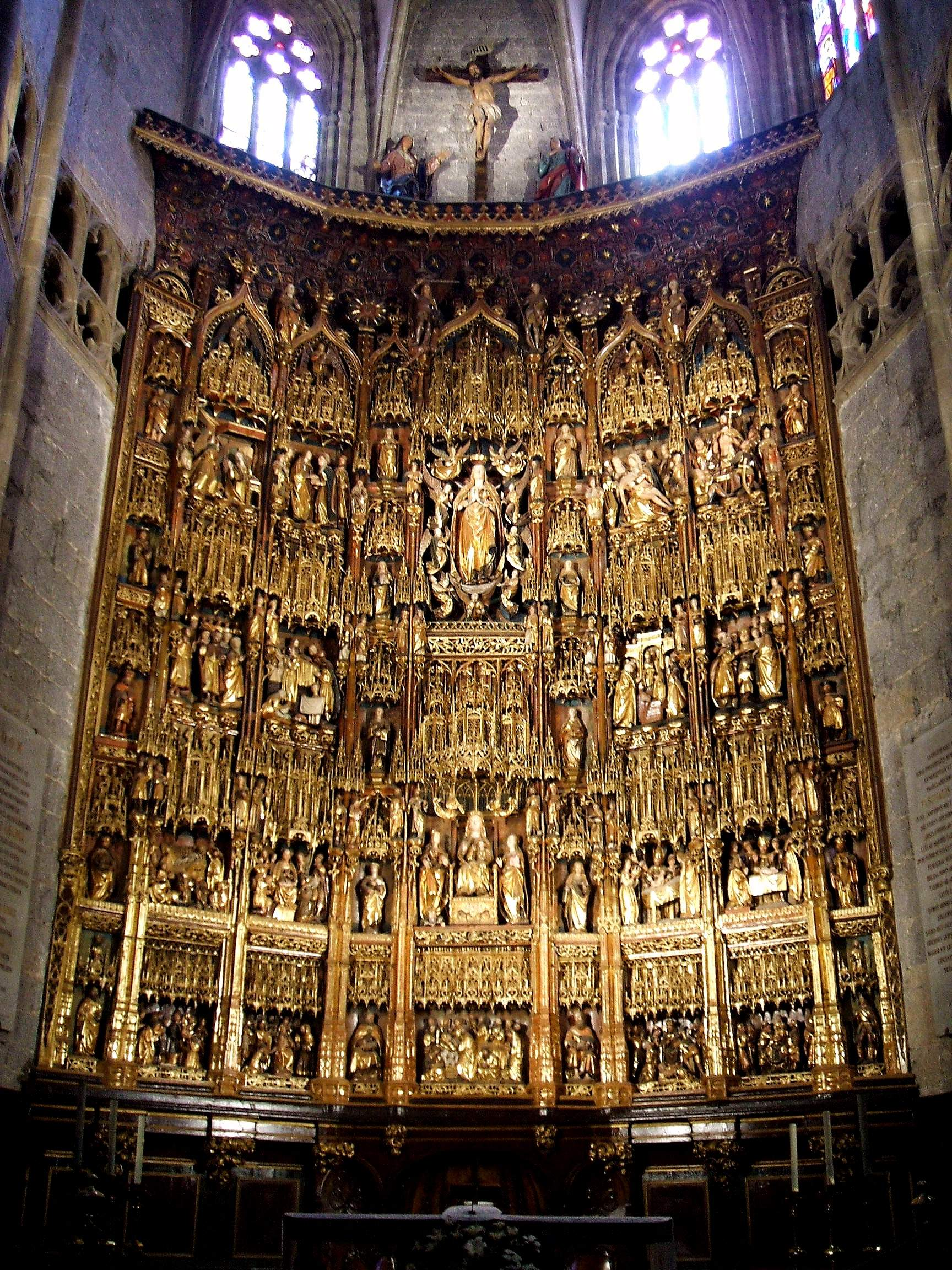
Retablo mayor gótico hispano-flamenco

El retablo mayor de la basílica, terminado en 1514, se inscribe en el estilo gótico hispano-flamenco o isabelino, enriquecido con un coronamiento esquematizado geométrico de veta mudéjar. Una de las joyas de la retablística vasca, esta grandiosa mazonería está considerada en cuanto a sus dimensiones la tercera o la cuarta en toda España, tras los retablos mayores tardogóticos de las catedrales de Sevilla, Toledo y, quizá, Oviedo, con los que guarda una gran semejanza estilística y conceptual.

### Coro
El coro original, construido en 1516, fue sustituido por el actual en el siglo XVII gracias al legado del Capitán Ramón de Oxinaga. Es obra del cantero Francisco Endeiza, quien utilizó piedra del monte Igueldo, en San Sebastián. Descansa en arcos rebajados que apean en pilastras adosadas a las columnas de la fábrica. La bóveda sobre la que descansa y que da techumbre al sotacoro, es estrellada a base de nervios combados de trazo curvo, con claves de rosetas excavadas. La sillería data de 1696 y es obra de José de Lariz con trazas de Martín de Olaizola.

#### Mobiliario musical
Órgano de A. Cavaillé-Coll et Fils, primer órgano construido por la firma de Arístide Cavaillé-Coll no solo en el País Vasco, sino en toda España. Es de 1854.
El 23 de agosto de 1853 Aristides Cavaillé-Coll envía un proyecto al Cabildo de Santa María de Lequeitio, para la construcción de un órgano de dos teclados de 54 notas y con un pedal de 20 notas. El pedal no presentaría juegos propios. Dicho instrumento contaría con 22 juegos, G.O. al Pedal,3 llamadas para el G.O.(divididas en graves-general-agudos) afectando a los juegos de combinación (lengüetas y mixturas), llamada de lengüetas del Récit o II teclado, Unión del Récit al G.O., y Trémolo para el Récit. También un pedal en cuchara que abriría la caja expresiva del Récit o II teclado. El instrumento costaría un total de 25000 francos.
José Javier Uribarren (1791-1861), banquero parisino nacido en Lequeitio y cuya fortuna se dividía entre Burdeos y París, fue quien adquirió dicho instrumento para la villa. Desde 1831, Uribarren fincó en su villa natal su residencia de verano. En 1857 cerca de la basílica mandó edificar un palacete. Uribarren se comprometió en buscar un organista para dicho instrumento y lo encontró en la figura de Juan María Blas de Altuna (1828-1868).
El 14 de septiembre de 1853, antes de adquirir el Cavaillé-Coll que destinara a la parroquia, Uribarren comunicó al Ayuntamiento que deseaba un buen organista y que, al efecto, ofrecía de su cuenta pagar los gastos que supusiera el perfeccionamiento musical del organista Juan José Echeverría, con el compromiso de que, en tal caso, este obtendría la plaza. Recordemos que Juan José Echeverría llevaba 23 años como organista de Lequeitio, y más de 30 como instrumentista, por lo que podemos suponerle muy avanzada edad.
El 21 de diciembre de 1853 Uribarren visita el taller de Cavaillé-Coll para ver los trabajos del órgano.
El 5 de junio de 1854, carta de Cavaillé-Coll a Juan José Uribarren notificándole que el órgano está terminado y que se puede tocar. También se le comunica que va a ser afinado entre el 15 y el 20 de junio. Finalmente se le comunica también que puede ser enviado a finales del mes de junio a Lequeitio.
El órgano para ser presentado no se erige en la Rue Rouchefoucauld. Se ahorra tiempo al erigir el instrumento en la Rue de Vaugirard a pesar de la mudanza desde el antiguo emplazamiento del taller de Cavaillé-Coll.
El 14 de junio de 1854 Cavaillé-coll envía otra carta a Uribarren informándole sobre los añadidos pedidos por Juan José Santesteban y que no se le notificaron por este último a él. Se le piden otros 5000 francos. También se le notifica que el órgano puede ser probado el jueves 22 de junio de 1854.
El 20 de junio envía Cavaillé-Coll una carta de invitación para acudir el 26 de junio de 1854, a las 7.30 de la tarde, en los talleres de A.Cavaillé-Coll de la calle Vaugirard números 94 y 96 de París, donde se realizará una audición con el nuevo instrumento para Lequeitio. El Sr. Lefébure-Wély (1817-1869), organista de Iglesia de la Madeleine de París, es el encargado de ofrecer esa audición.
Además del organista de La Madeleine Lefébure-Wély otro organista toma parte en el evento. Su nombre es Prosper-Georges Simon (1788-1866) organista de la basílica de Saint-Denis de París.
El 7 de septiembre de 1854, Cavaillé-Coll envía otra carta dirigida a Uribarren notificándole que Jean-Bernard Thiemann y Charles Carloni serán enviados para instalar el órgano en Lequeitio.
El 13 de septiembre de 1854 se reúne José Javier Uribarren con el consistorio debido a la colocación del órgano nuevo en el coro de la basílica. A la llegada del nuevo órgano, el Ayuntamiento atiende a los gastos de su instalación, en lo que hiciera falta para suplir los 2000 reales que ofrecía Uribarren para este efecto, y el 5 de diciembre de 1854 el alcalde de Lequeitio oficia ante el alcalde de Marquina para que autorice a Juan José Echeverría a ver el órgano, dejando suplente en la escuela que este regenta.
El 22 de septiembre de 1860 se nombra a Juan María Blas de Altuna organista por parte del Ayuntamiento con un sueldo de 3000 reales, mientras sigue siéndolo, por la parroquia Juan José Echeverría, y el 9 de octubre de 1860 se sientan unas bases para delimitar las funciones de Altuna.
Juan María Blas de Altuna que, discípulo de Prudent, Herrenschneider y del célebre organista Lefébure-Wély, era ya organista en la Iglesia de San José (Iglesia de La Compañía) en la villa marinera. En esa iglesia existía un orchestrium de Merklin Schütze & Cie que hoy en día también se encuentra en la basílica.
El 4 de abril de 1861 fallece José Javier Uribarren en París. El Ayuntamiento de Lequeitio acuerda recibir sus restos mortales a las puertas de la Villa. El 8 de julio de 1863, con la manera más popular de expresar el agradecimiento de Lequeitio, se da el nombre de José Javier Uribarren a la calle de la plaza en la que tuvo su primera casa, en 1831 cuando fijó su residencia veraniega.
El 12 de septiembre de 1863 Juan José Echeverría renuncia a la plaza de organista y esta sale a oposición. La plaza la obtiene Altuna, quien fallecerá poco después, el 12 de junio de 1868, a la edad de 40 años. Resurrección María de Azkue recuerda el entierro del maestro Blas de Altuna. Cuenta que la banda tocó una marcha fúnebre de la que Altuna era autor (en torno a Altuna existe una polémica sobre su autoría en el Gernikako Arbola que cantaba Iparragirre).
El sobrino de José Javier Uribarren, Pascual Abaroa y Uribarren (1825-1890) fue tan bienhechor de Lequeitio como su tío. Heredero de las disueltas Aguirrebengoa Fils & Uribarren, de Burdeos y París, y Uribarren et Cie, como de la de su hermano, fundó la propia Abaaroa et Cie, también en París. Su obra más importante por Lequeitio entre otras muchas fue la restauración y ampliación de la basílica parroquial. Dicha restauración se llevó a efectos en 1883.
En 1884 y a expensas de Pascual Abaroa la casa Cavaillé-Coll desmonta y modifica el órgano construido en 1854. El coste asciende a 6950 francos.S e ignora el alcance de la citada modificación.
El 22 de agosto de 1910, Ferdinand Prince hizo un presupuesto de 3000 pesetas para una revisión general, y más tarde en 1930 Juan Melcher retocó el mismo añadiendo los registros de pedal por transmisión y modificando la consola por medio de la colocación de un cierre de persiana. También desplaza la consola y la mecánica hacia delante.
En la puesta a punto de 1977 y posteriormente en la de 1990 realizada por los Hermanos Usobiaga, no se efectuaron cambios que afectaran a las características básicas del instrumento.
Disposición del órgano de A.Cavaillé-Coll et Fils (1854):
- 2 Teclados Manuales de 54 notas y un Pedal de 30 notas. En origen eran 20 notas para el pedal.
- Sistema mecánico para teclados y desde 1930 mecánico-neumático para el pedal.

| - I Teclado / G.O. | - II Teclado / Récit | - Pedal - Enganches |  |

También se emplazan en la basílica dos armonios, de los que uno es un Orchestrium Merklin & Schütze de 1855 ya citado y otro un armonium Alexandre de alrededor de 1900.

### Mobiliario en la nave del Evangelio

#### Sepulcro del Almirante Arteita
En el primer tramo del Evangelio. Sepulcro tardogótico de hacia 1500, presenta arco apuntado intradosado con tracería trilobulada y trasdosado con un gablete decorado con crestería floral y rematado en florón, todo enmarcado por pilares. Contiene cinco escudos heráldicos, tres en el frontal de la caja sepulcral y dos en la parte superior, con idéntico motivo: tres barras horizontales y sobre ellas una cruz que acoge bajo sus brazos una estrella de ocho puntas y una cruz fordelisada. Iñigo Arteita o Artieta, marino, comerciante, militar y eventualmente corsario, prestó servicios a la Corona Castellana. Capitaneó la primera escuadra naval española, ordenada construir por los Reyes Católicos para proteger a Cristóbal Colón del Rey de Portugal, y traslado al rey Boabdil al norte de África tras la conquista de Reino de Granada. Sobre la lauda se posa un arca con escudo policromado del linaje de Pedro Bernardo Villarreal de Bérriz, ingeniero del siglo XVIII, autor de un tratado sobre instalaciones hidráulicas como presas y ferrerias.

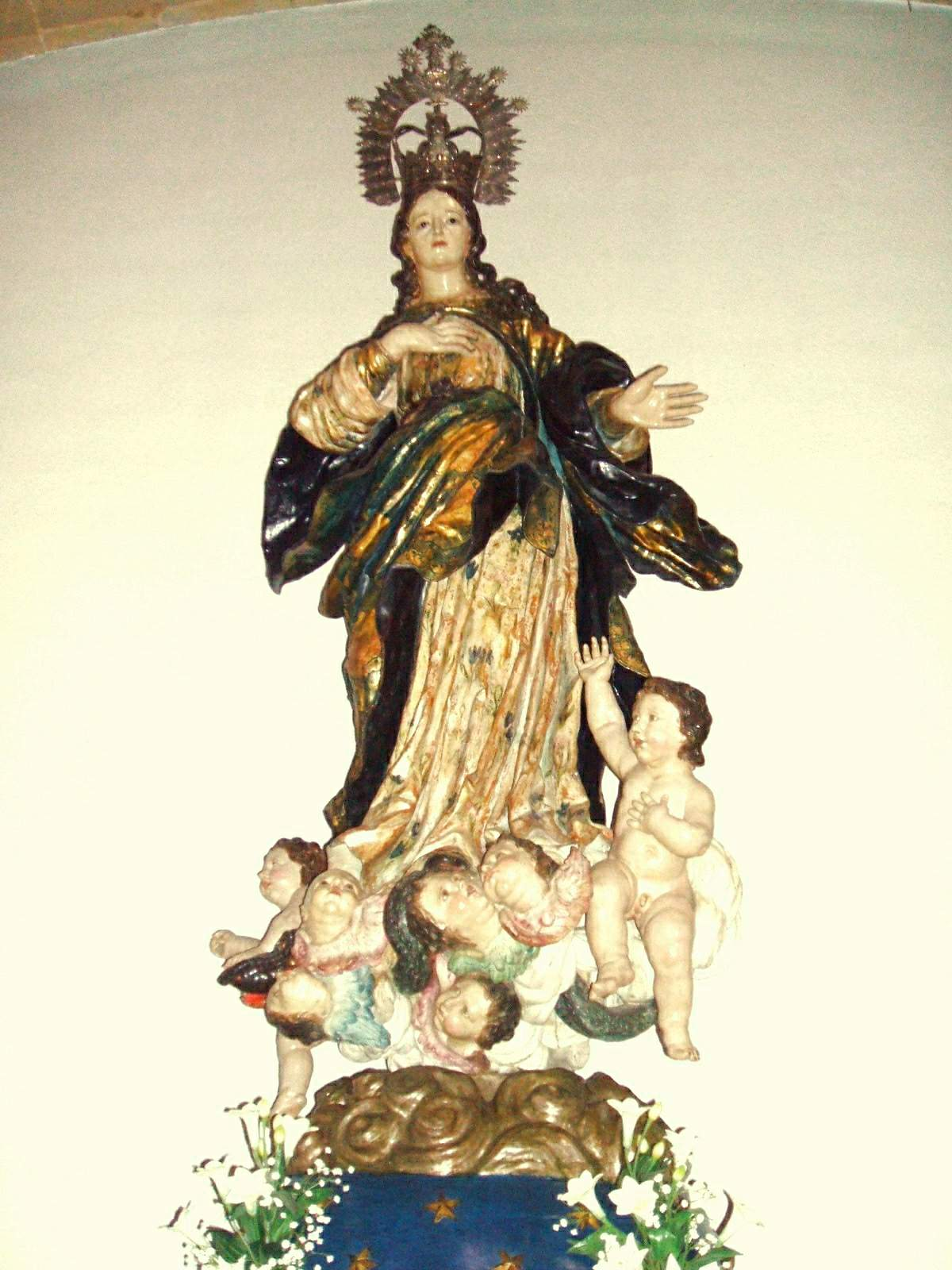
Talla rococó de la Inmaculada Concepción

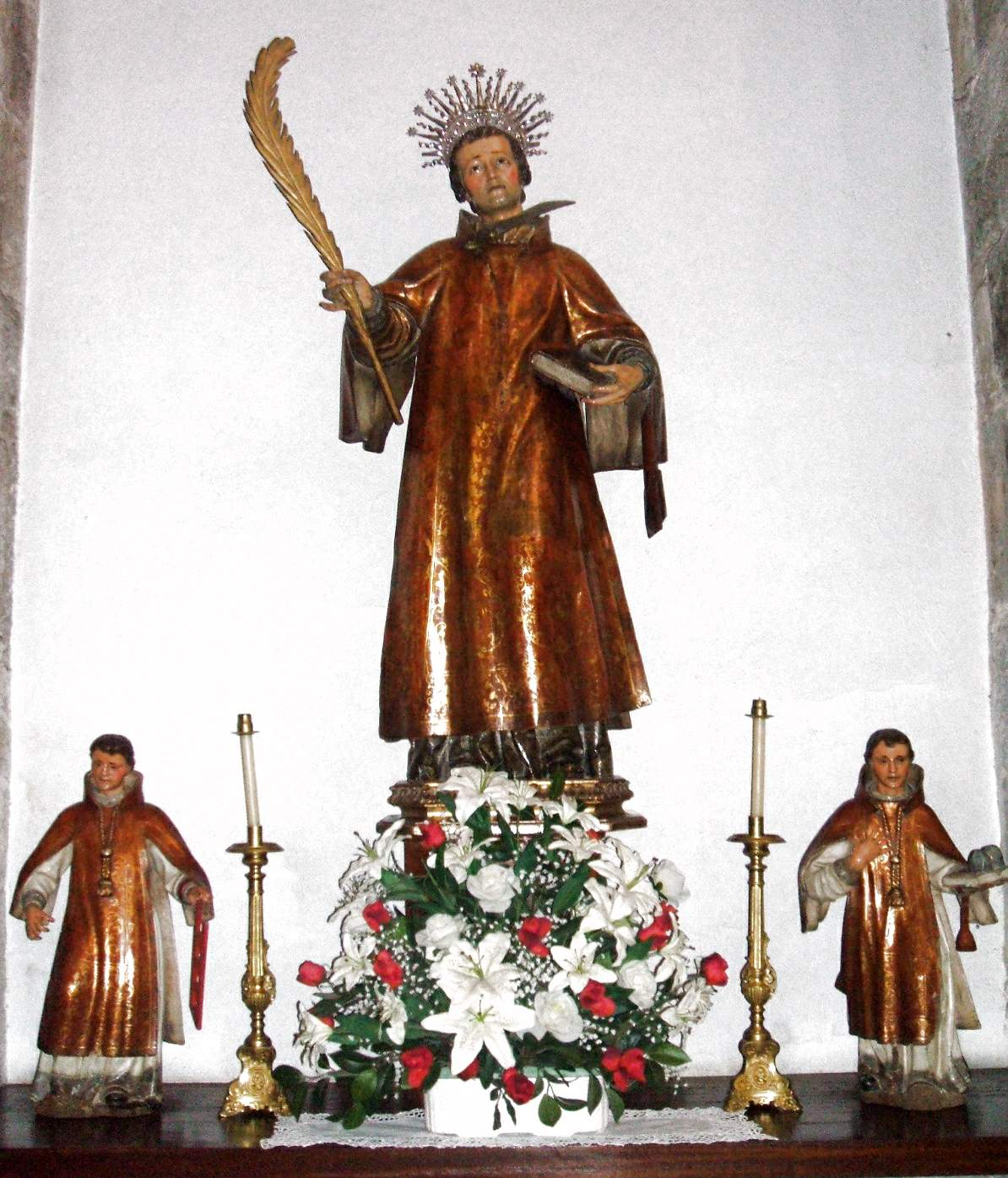
Talla barroca de San Antolín

#### Talla de la Inmaculada Concepción
En este segundo tramo de la nave del Evangelio se ubicó la capilla privada más antigua del actual templo, la Capilla de San Gregorio Nacianceno, mandada construir por el mercader Pedro Ibáñez de Rentería y su mujer Catalina de Gabiola en 1495. Demolida en la reforma del siglo XIX para levantar el nuevo pórtico, en su lugar se dispuso una imagen policromada de la Inmaculada Concepción recuperada de un desaparecido retablo. Es obra rococó tallada por Juan de Urquiza en 1746. La imagen variana aparece escoltada por un San Roque y un San Luis Gonzaga unas décadas posteriores, de 1785.

#### Talla de San Antolín
En el tercer tramo del Evangelio se abría originalmente la Capilla de Nuestra Señora de la Encarnación. Fue mandada construir entre 1589 y 1602 por D. Martin Ochoa de Urquiza, lequeitiano avecindado en Sevilla, caballero de la Orden de Calatrava, contador y juez oficial de la Casa de Contratación de Indias. Según legados y documentos del archivo parroquial, la tal capilla «era de mucho esplendor, con tres altares y una rexa muy costosa en parte dorada, con armas y letrero teniendo con claraboyas y mucha luz, con gradas de piedra y es tan grande como la Capilla mayor del Convento de San Agustín de Valladolid siendo adornoa la misma iglesia parroquial». Pero desapareció en la reforma neogótica de 1884. Hoy acoge la talla de San Antolín, obra barroca de procedencia castellana, con palma de mártir, Fue donada por Pedro Bernardo Villarreal de Bérriz, quien la había comprado en Palencia en 1704 y la había mantenido en su Palacio Uriarte hasta la construcción de un retablo para acogerla en la iglesia en 1737. Este retablo, ya desaparecido, obra de Ignacio de Ibarreche, estuvo adosado a un pilar del ábside en el lado de la Epístola. San Antolín, que es patrono de Lequeitio, se muestra flanqueado por otras dos tallas exentas, correspondientes a San Lorenzo y San Esteban, que portan los instrumentos de sus respectivos suplicios: la parrilla y las piedras de lapidar.

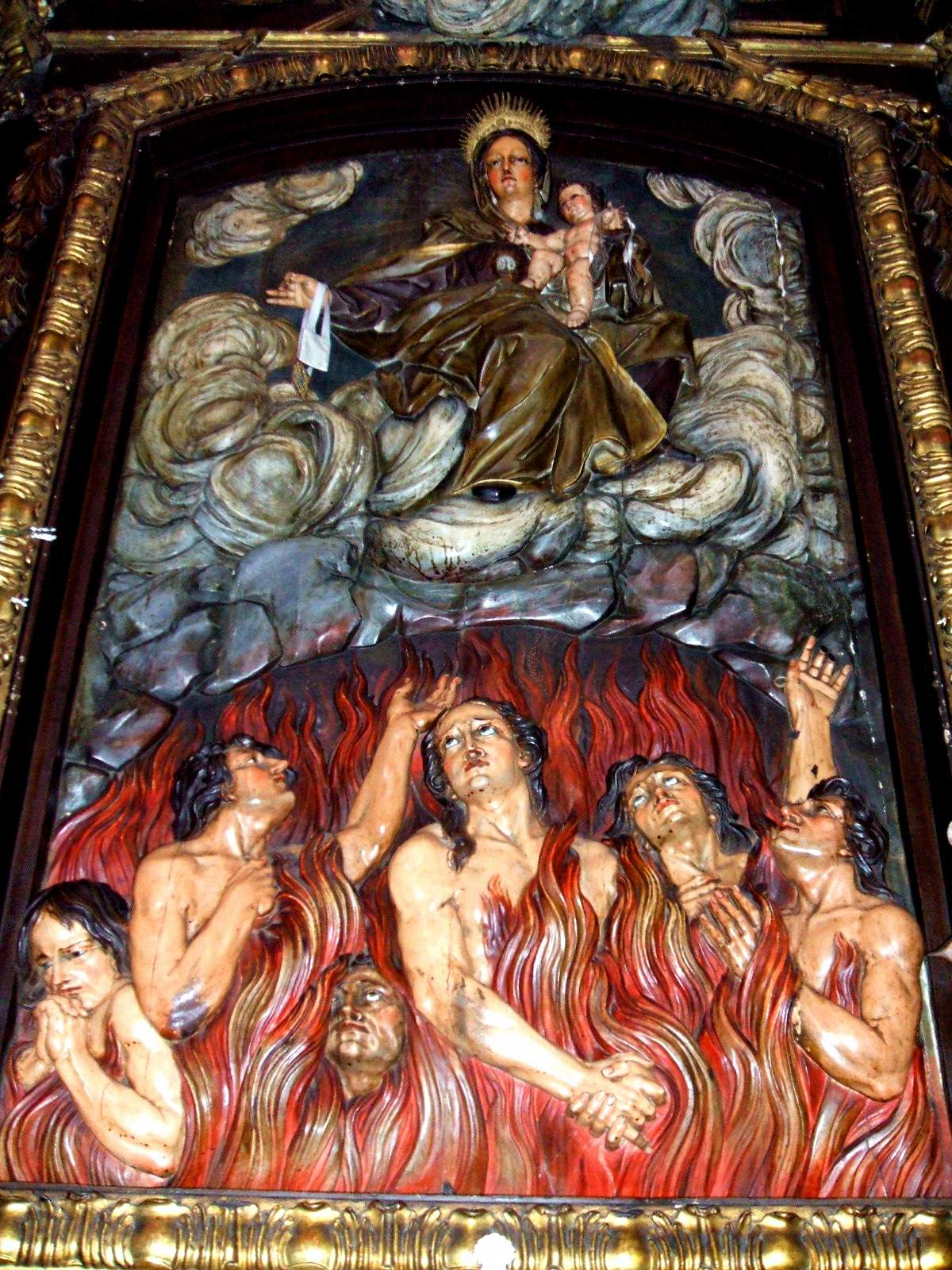
Relieve de las Ánimas del Purgatorio (s-XVIII)

### Altares de la girola

#### Altar de Nuestra Señora del Carmen o de las Ánimas del Purgatorio
El culto fue trasladado aquí en 1884 desde una capilla de esta advocación que ocupaba la actual antesacristía. El altar está presidido por un retablo realizado en 1785, correspondiente a la primera fase del neoclasicismo, de diseño sobrio, con una única calle enmarcada por columnas de orden corintio que soportan un frontón curvo bajo el cual, entre nubes, emerge el Padre Eterno; en la cúspide, la paloma del Espíritu Santo. En el frontal del mueble se dispone un amplio relieve policromado que muestra a las almas del Purgatorio, envueltas en llamas y solicitando la intercesión de la Virgen. A los lados del retablo, dos tallas: la de la izquierda, San Pedro de Verona o San Pedro Mártir, primer mártir dominico, realizada por Francisco de Asurmendi; la de la derecha, San Antón o Antonio Abad, talla romanista de inicios de siglo XVII.

#### Altar de San Antonio de Padua
Originalmente, el medallón con retablo simple estuvo en la tercera columna de la nave central en el lado del Evangelio, opuesta a la columna de San Miguel. En 1731 fue trasladado a la Capilla Bautismal, donde se mantuvo hasta finales del siglo XVIII. El retablo, neoclásico, fue construido en 1787 por el arquitecto donostiarra Francisco de Ugartemendia. Se compone de banco y cuerpo de tres calles con cuatro columnas de orden compuesto que soportan el ático de hornacina cuadrada culminado en medallón radiante, obra de Francisco de Asurmendi, quien lo decoró a base de cabecitas y ángeles alados. El cuerpo acoge centralmente un relieve policromado que representa a San Antonio de Padua con el Niño en brazos; lo doró Juan José de Láriz por 3.250 reales. En la calle izquierda, talla romanista de principios del siglo XVII de San Francisco de Asís; en la calle derecha, una talla tardogótica de Santa Clara, que quizá presidiera un altar de esa advocación citado en un testamento de 1489. En el ático figura un Santiago Matamoros, obra de José de Urrutia y Juan de Urquiza, procedente de un retablo fechado en 1756 y que estuvo adosado a la segunda columna del lado del Evangelio.

#### Altar de Nuestra Señora de la Antigua
El retablo barroco, realizado probablemente por Andrés de Lecumberri hacia 1680 y que sustituyó a uno anterior gótico quemado en 1442, contiene, flanqueada por tallas de San Joaquín y Santa Ana, la imagen más apreciada de la basílica, la Nuestra Señora de La Antigua, en euskera Antiguako Ama, talla románica-bizantina del siglo XII a la que desde entonces se le ha rendido un culto popular ininterrumpido. El retablo fue restaurado en 1998.

#### Altar de la Última Cena o Comulgatorio
Se emplaza en el espacio central de la girola. Se trata de una capilla-sagrario y está amueblada con un retablo neogótico de principios del siglo XX que centralmente muestra un relieve policromado de la Consagración de la Eucaristía en la Última Cena. En el ático y a los lados, bultos del Corazón de Jesús, la Virgen y San José con el Niño, toda ella imaginería de serie de principios del siglo XX. Frente al altar, pegado a la pared del ábside, el mausoleo de Pascual Abaroa, esbelto arcosolio neogótico realizado en el cincuentenario de su fallecimiento (1934), con inscripciones en latín y euskera. Ilumina la zona una fastuosa araña de cristal y oro, procedente de Francia, donación de la familia Aguirre Solarte.

#### Altar de San Pedro
La devoción por este santo tiene relación con la Cofradía de Mareantes, institución vital en esta villa marinera y constituida a mediados del siglo XV. La cofradía fue promotora y propietaria por mucho tiempo del retablo. Presenta este un diseño similar al del Retablo de Nuestra Señora de la Antigua, aunque difiere en detalles que fueron plasmados en escritura el 5 de septiembre de 1689 como, "según y en la forma que ... menos el sagrario ... poniendo una caxita para los relicarios y encajando el Apotolado del altar viejo ... hazer quatro nichos ... Santos ... Cofradía havia conseguido licencia ... en el ynbierno yr a la pesca del vesugo en los días festivos y domingos". Se pagó por él 4.950 reales al arquitecto de Elgóibar Andrés de Lecumberri, quién lo terminó en 1691 empleando nogal y castaño. El Sagrario fue facturado en 1774 por el arquitecto Domingo de Laca, vecino de Motrico, con dorado de Francisco de Riva. En la hornacina derecha se sitúa un San Roque, talla reutilizada y más propia de la última fase del Renacimiento o Romanismo; en el centro, San Pedro en cátedra y con los atributos pontificios, y a la izquierda, San Juan Bautista. Las dos últimas tallas son obra del escultor Francisco de Barrenechea, vecino de Tolosa, quien las contrató en 1693, mientras que su dorado lo aplicó Nicolás de Oxinaga, maestro decorador vecino de Lequeitio. A nivel del banco, a izquierda y derecha, un San Blas y un San Francisco de Sales. El retablo fue restaurado en 1998.

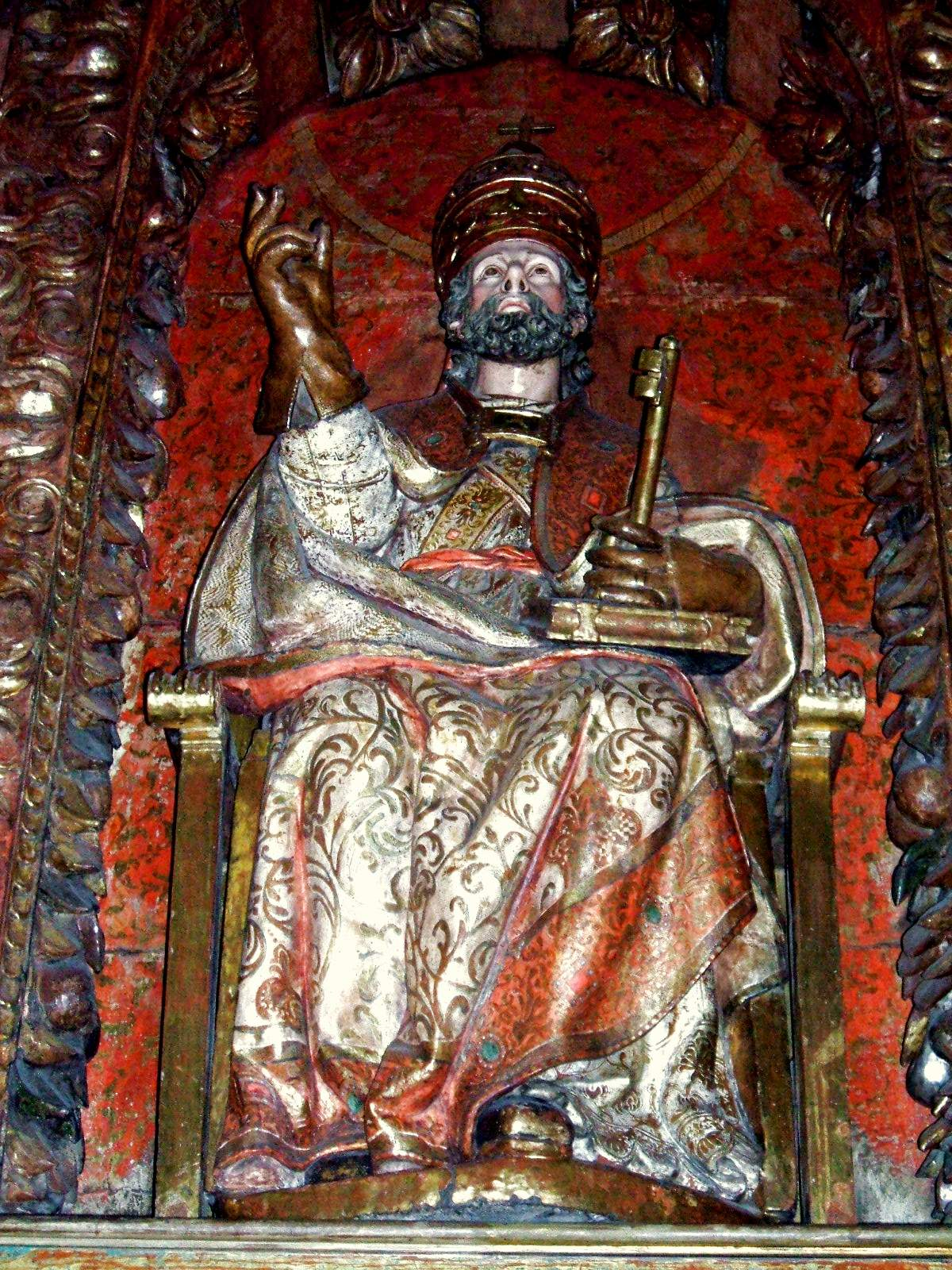
San Pedro

#### Altar de San Pascual Baylón
Fue construido a expensas de Pascual de Abaroa en 1884. El mueble es neogótico, con diseño de Casto de Zavala. Consta de calle central con hornacina apuntada bajo agudo gablete y dos estrechas calles laterales de doble registro dispuestas entre pilares rematados en pináculos que enlazan un arco ojival. En este altar, además de la imagen de San Pascual Baylón, se veneran otras cuatro imágenes de diversas épocas: San Francisco Javier, del siglo XVIII, que aparece ataviado de peregrino en referencia a su papel de misionero en Asia; San Ignacio de Loyola, del siglo XVIII, con el libro de los Ejercicios; San Sebastián Mártir, tardogótica del siglo XVI pero próxima al Renacimiento en el fino plegado del paño y el estudio de la anatomía; y Santa Catalina de Alejandría, imagen plenamente tardogótica del XVI.

#### Altar de San Miguel Arcángel
La devoción a San Miguel data de muy antiguo en Lequeitio. Ya en 1536, según libros parroquiales, se le veneraba en su altar, con un retablillo de madera, al natural, "sin pintura, ni colorido alguno", adosado a la tercera columna central del lado de la Epístola, donde permaneció hasta ser colocado en la posición presente y en el actual retablo, neoclásico de 1787. Sus artífices, (Francisco de Ugartemendia, Juan José de Lariz y Francisco de Asurmendi), sus plazos de construcción y sus costes coinciden con los del retablo de San Antonio de Padua. Luce un escudo con la leyenda Quis sicut Deus (Quién como Dios). La imagen de San Miguel, en la pose habitual de someter, espada en mano, al Diablo, preside el mueble, y en el ático, un San Martín de Tours, imagen que presidía retablo propio, emplazado antaño en la segunda columna central del lado de la Epístola. Ambas tallas pueden atribuirse a los mismos autores, Juan de Urquiza y José de Urrutia. En la calle de la izquierda se sitúa un San Juan de Sahagún y en la de la derecha un San Rafael Arcángel, con gran pez entre manos.

### Elementos y capillas de la nave de la Epístola

#### Sacristía
La vieja sacristía se situaba en el lado noreste del edificio, pero desapareció en la reforma del siglo XIX. La sacristía actual consta de tres espacios: el vestíbulo, con acceso bajo doble arco apuntado, que en el pasado ocupaba la Capilla de las Ánimas; la antesacristía, donde se sitúa una vitrina-expositor con vestuario litúrgico, misales, atriles y objetos de platería que, junto a las piezas custodiadas en el Museo Diocesano de Arte Sacro de Bilbao, representan el tesoro parroquial; y la sacristía propiamente dicha, espacio rectangular de dos tramos cubiertos con bóvedas de terceletes y claves lisas cuyos nervios apean en ménsulas decoradas. Al fondo de la sacristía se ubica el Retablo de la Dolorosa, con mazonería de un cuerpo atribuida a Ignacio de Ibarreche (1744), columnas salomónicas con ornamentación rococó, seis bajorrelieves de la Pasión, tallas de Moisés y Elías, ángeles y el Padre Eterno en ático. La imaginería central la compone la talla de la Dolorosa atravesada por la espada, de Juan Antonio de Hontañón. En la sacristía se conservan también imágenes infantiles de San Juan Bautista y Jesús, un crucifijo barroco, una cajonería barroca de Juan de Urquiza (1740) y dos lienzos, de la Virgen de Begoña y Virgen de Guadalupe, donados a la parroquia por José Ignacio de Arancibia y Ormaegui, natural de Lequeitio y obispo de Linares, México.

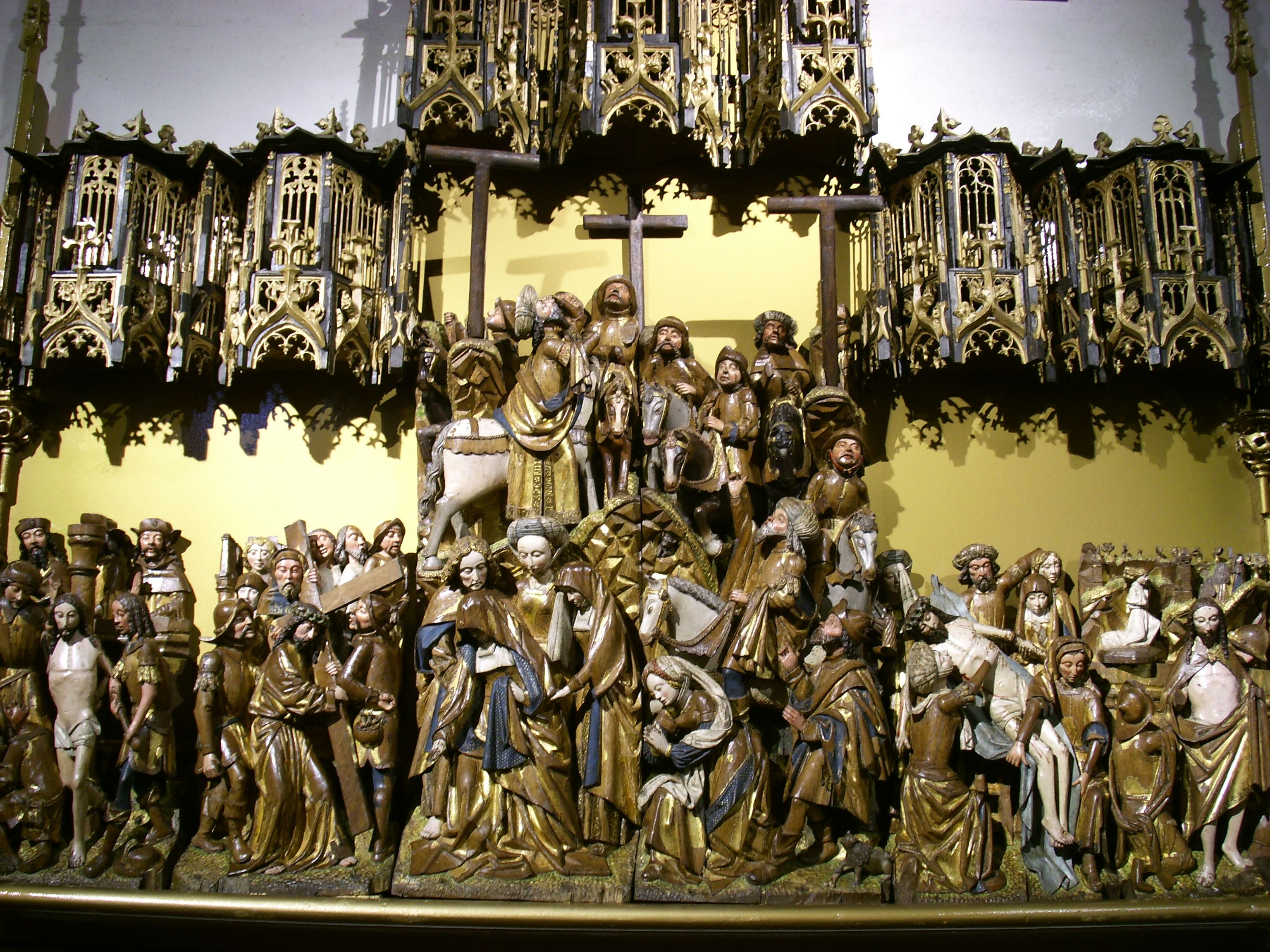
Retablo de la Pasión, tríptico hispano-flamenco de entre 1495 y 1500

#### Capilla de Santa Ana y Exposición
Este espacio reúne piezas de distinta procedencia, a modo de pequeño museo. Se cierra con una verja de barrote de cuadradillo, obra tardogótica, que pese a su modestia será la reja más antigua de cuantas se conservan en Vizcaya. Se abre con arco apuntado que apoya sobre capiteles geométricos. El techo, bóveda de terceletes de cinco claves, de ellas la central representa a un Cristo sedente entre dos estrellas y un compás. Ilumina la capilla un óculo con vidriera representando a Santa Ana educando a la Virgen. Bajo ella se encuentra una inscripción de piedra sobre origen de la capilla: "Esta capilla y retablo/fizieron min martinez/de acha mercadero i dona/maria urtiz de guilestegui su/muger por sus almas en el/anno de mill e d iii", 1503. En el correr de los años, hubo desavenencias y litigios sobre la propiedad. En 1585 con motivo de profanación pública impusieron la pena de "cesación a divinis" (folio 216, vuelto, libro 1.º de bautizados).

#### Capilla de la Vera Cruz
Allá por el 1545 existía la Cofradía de la Vera Cruz en Lequeitio. Con el mejor deseo de «hazer particular servicio y mober a deboción a los parrochianos de Lequeitio», el Almirante D. Juan Uribe y Apallua envió una imagen de Jesús Crucificado con destino al altar de la «Vera Cruz» en 1588. El Almirante donaba además 400 ducados para la construcción de la nueva capilla y si no era suficiente, la parroquia y la cofradía se obligaban a terminarla. Las obras comenzaron rápido, pero al gastar la donación quedó paralizado por no sumir costes los segundos, que unido a conflictos sobre derechos de enterramiento, fue por lo que no se concluyó hasta 1748 que se procedió al amueblamiento. La imagen Titular: Jesús Crucificado, es obra renacentista del segundo tercio del siglo XVI mostrando fino plegado del paño de pureza, ausencia de excesos en el desarrollo de la anatomía además del minucioso tratamiento del cabello y la barba. 

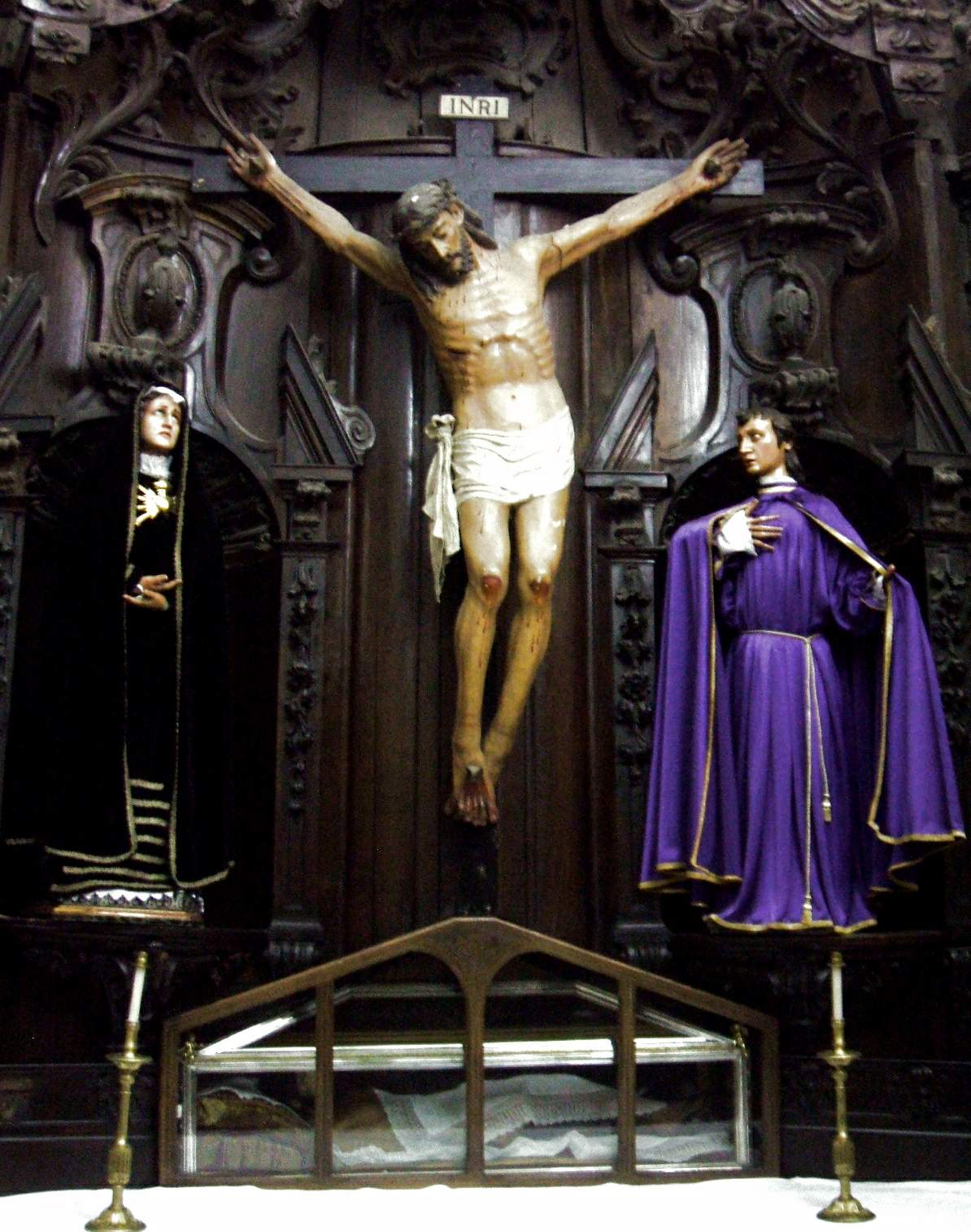
Calvario de la capilla de la Vera Cruz

El retablo que lo acoge es del autor lequeitiano Ignacio de Ibarreche, sin policromar y un coste de 5184 reales. Se compone de banco, cuerpo y ático, tres calles, soportado por columnas estriadas con aplicación de rocallas y guirnaldas. Hornacinas a modo de templete. El ático es un gran dosel, con escudo, que se encierra en el cascarón con que se cierra la obra. Decoración con cabecitas aladas y ángeles pasionarios así como colgantes vegetales. Completan a los lados del titular, la Dolorosa y San Juan Evangelista y bulto de Cristo yacente a los pies del retablo. En la pared sur, el único vano de iluminación un vidriera de la Dolorosa ante un fondo de paisaje urbano, con el corazón atravesado por siete puñales. Obra firmada por la casa Maumejean, de Pau, en 1884. Bajo el vano en la pared, lápida funeraria de mármol marrón.

#### Capilla bautismal
Por alusión a la vidriera del Bautismo de Jesús, obra de la casa Maumejean. La primera piedra para pila bautismal, que hay constancia en archivo parroquial se trajo de Orio, el año 1586,(Libro de cuentas, núm. 5, fol. 17). La actual bóveda se hizo el año 1731, año en que fue trasladada a esta capilla la imagen de San Antonio (antes adosado a la columna del púlpito). En 1787, fabrican nuevo altar para San Antonio de Padua que posteriormente será trasladado (a donde esta hoy) en la girola. Actualmente no cuenta con más mobiliario que un cuadro Animas del Purgatorio bajo la Virgen y San Francisco, lienzo de la primera mitad del siglo XVIII. La imagen de San Martín de la Ascensión y confesonario clásico. Comunica con la de Vera Cruz a la que se asemeja en embocadura y bóveda. La cancela neogotica protege el acceso al coro como a la capilla.

### Elementos de la nave central

#### Púlpito
En ferreria policromada, es obra rococó salida del taller de Paul Laplace (Bayona) (1760). El tornavoz en madera dorada y policromada elaborado por José Urrutia y Juan de Urquiza, junto con la escalera de acceso (1756-1757). Conmemora el lugar, desde el que predicaria en la basílica, San Vicente de Ferrer cuando visitó Lequeitio en 1408 así como también predicaria en el Campillo (Monasterio de MM. Dominicas - fundada en 1368) de la Villa, dejando establecida la Cofradía del Rosario.
Escribe J.R.Iturriza: «La sonora trompeta del Evangelio y Apóstol San Vicente Ferrer, hallándose en Lequeitio, introdujo la costumbre laudable de la Corona (o Rosario) en presencia de dicha santa Imagen "la Antigua" ; desde cuyo tiempo se reza todas las tardes...., acudiendo a su amparo en varias necesidades con rogativas, misas y letanías....». 
Coronando el tornavoz, la figura del célebre dominico dotado de alas y sosteniendo en su namo izquierda la trompeta de Juicio Final.

#### Otros
- En el presbiterio, cancela rococó a base de rocalla, obra del taller de paul Laplac de Bayone en 1758.
- El canapé: realizado por José de Alcorta en 1716.
- Los candeleros: neogóticos entregados (1881-1883).
- Pavimentación de la iglesia: El primer enlosado de piedra según archivo parroquial data de 1536. Se numeraron las sepulturas y adjudicaron a cada familia la suya. En 1731 se cambia al sistema de entablación, la nave central dicho año y las laterales en 1732, obra de José de Larizbeascoa. Hacia 1810, se suspendió los enterramientos en las iglesias. En 1863 se puso nueva entablación, donde se observan tablillas transversalmente acotando el largo y la figura de un rombo señalando la posición de cada tumba, que ha llegado hasta nuestros días.
- La pila bautismal: De jaspe colorado, se puso el 14 de mayo de 1731, siendo mayordomo de la fábrica D. Antonio de Baingolea, y costó 960 reales.